# 华北浸会神学院
华北浸会神学院是中国20世纪一所基督教神学院，由美南浸信会华北区联合会（山东与东北）主办。其前身为美南浸信会传教士海雅西、浦其维创办的卜氏神道学校，初设于登州，后迁至黄县小栾家疃。
1931年，由于山东复兴的影响，卜氏神道学校改组为华北浸会神学院，以适应培养传道人的需要。院长柯理培。学生由10人左右增加到一百多人。
1941年太平洋战争爆发后，柯理培等传教士被关进日军集中营，神学院停办。
1946年，因受国共内战战事影响，华北浸会神学院无法恢复。院长柯理培等人赴上海，任中华浸会神学院校长。